# Liste des anciens cantons de l'Aveyron
La liste des anciens cantons de l'Aveyron présente la liste et les caractéristiques des cantons du département français de l'Aveyron, classés par arrondissement, qui ont existé antérieurement au découpage cantonal défini par le décret du 21 février 2014.
Depuis la création du département en 1790, le découpage cantonal de l'Aveyron a subi plusieurs changements notables.

## Histoire

### Création des départements, districts et cantons en 1790
L'Assemblée Nationale adopte le principe du découpage du territoire du royaume en départements, districts et cantons avec les lois des 14 et 22 décembre 1789. La France est ainsi divisée en 83 départements par décret du 15 janvier 1790 et la liste des départements et des districts est précisée par décret du 16 février 1790.

### Période 1801-1973
Peu de temps après leur création, les cantons sont supprimés, en tant que découpage administratif, par une loi du 26 juin 1793. Ils ne conservent qu'un rôle électoral. Mais, après la chute de Robespierre le 9 thermidor an II (27 juillet 1794), les mesures de circonstance de la Convention sont annulées par la Constitution du 22 août 1795 (5 fructidor, an III), dite « de la République bourgeoise ». La Constitution supprime les districts, rouages administratifs liés à la Terreur, et renforce le rôle des cantons, qu'elle vient de recréer. La loi du 28 pluviôse an VIII (17 février 1800) crée des arrondissements dans 98 départements, dont 371 dans les 89 départements correspondant au territoire de la Constitution de 1793. À la même date, le nombre des cantons (correspondant au même territoire) est ramené à 2 916.

### Redécoupage de 1973
Avec le décret du 2 août 1973, quatre nouveaux cantons sont créés et plusieurs sont modifiés : le canton de Millau est divisé en Millau-Est et Millau-Ouest, celui de Rodez est divisé en Rodez-Est et Rodez-Ouest. Le département comprend alors 46 cantons.
- Arrondissement de Millau (15 cantons - sous-préfecture : Millau) :
  - Canton de Belmont-sur-Rance
  - Canton de Camarès
  - Canton de Campagnac
  - Canton de Cornus
  - Canton de Millau-Est
  - Canton de Millau-Ouest
  - Canton de Nant
  - Canton de Peyreleau
  - Canton de Saint-Affrique
  - Canton de Saint-Beauzély
  - Canton de Saint-Rome-de-Tarn
  - Canton de Saint-Sernin-sur-Rance
  - Canton de Salles-Curan
  - Canton de Sévérac-le-Château
  - Canton de Vézins-de-Lévézou
- Arrondissement de Rodez (23 cantons - préfecture : Rodez) :
  - Canton de Baraqueville-Sauveterre
  - Canton de Bozouls
  - Canton de Cassagnes-Bégonhès
  - Canton de Conques
  - Canton d'Entraygues-sur-Truyère
  - Canton d'Espalion
  - Canton d'Estaing
  - Canton de Laguiole
  - Canton de Laissac
  - Canton de Marcillac-Vallon
  - Canton de Mur-de-Barrez
  - Canton de Naucelle
  - Canton de Pont-de-Salars
  - Canton de Réquista
  - Canton de Rignac
  - Canton de Rodez-Est
  - Canton de Rodez-Nord
  - Canton de Rodez-Ouest
  - Canton de Saint-Amans-des-Cots
  - Canton de Saint-Chély-d'Aubrac
  - Canton de Sainte-Geneviève-sur-Argence
  - Canton de Saint-Geniez-d'Olt
  - Canton de Salvetat-Peyralès
- Arrondissement de Villefranche-de-Rouergue (8 cantons - sous-préfecture : Villefranche-de-Rouergue) :
  - Canton d'Aubin
  - Canton de Capdenac-Gare
  - Canton de Decazeville
  - Canton de Montbazens
  - Canton de Najac
  - Canton de Rieupeyroux
  - Canton de Villefranche-de-Rouergue
  - Canton de Villeneuve

### Redécoupage de 2014
Dans la poursuite de la réforme territoriale engagée en 2010, l'Assemblée nationale adopte définitivement le 17 avril 2013 la réforme du mode de scrutin pour les élections départementales destinée à garantir la parité hommes/femmes. Les lois (loi organique 2013-402 et loi 2013-403) sont promulguées le 17 mai 2013. Les conseillers départementaux sont élus au scrutin majoritaire binominal mixte au prochain renouvellement général des assemblées départementales suivant la publication du décret, soit en mars 2015. Les électeurs de chaque canton élisent désormais au Conseil départemental, nouvelle appellation des Conseils généraux, deux membres de sexe différent, qui se présentent en binôme de candidats. Les conseillers départementaux sont élus pour 6 ans au scrutin binominal majoritaire à deux tours, l'accès au second tour nécessitant 10 % des inscrits au 1er tour. En outre la totalité des conseillers départementaux est renouvelée.
Ce nouveau mode de scrutin nécessite un redécoupage des cantons dont le nombre est divisé par deux avec arrondi à l'unité impaire supérieure. Dans l'Aveyron, le nombre de cantons passe ainsi de 46 à 23.